# Flygtningelejre i Danmark 1944-1949
De tyske Flygtningelejre i Danmark blev oprettet efter befrielsen. De første flygtninge fra Tyskland ankom til Danmark i slutningen af 1944, men langt størstedelen ankom i begyndelsen af 1945. Presset af den sovjetiske hær iværksatte Tyskland en evakuerings-operation, der dels havde til formål at få tyske soldater og civile bragt i sikkerhed for den sovjetiske hær og dels at få tømt nazisternes koncentrationslejre i Polen inden de allierede nåede frem.
Mellem den 11. februar og 5. maj 1945 blev omkring 238.000 tyskere, fortrinsvis fra Østpreussen, Pommern og De baltiske lande evakueret over Østersøen til det besatte Danmark. Der kom også yderligere omkring 23.000 såkaldte allierede flygtninge, fordelt på ca. 30 lande, der blev betragtet som "ex-enemy-nationals", dvs. allierede flygtninge til trods for, at flere havde kæmpet på tysk side under krigen. Deres registrering, indkvartering, forplejning m.m. blev varetaget af Dansk Røde Kors.

## Tyske flygtninge i oprettede flygtningelejre
De tyske flygtninge udgjorde i 1945 ca. 5 % af befolkningstallet i Danmark. Evakueringen omfattede fortrinsvis kvinder, gamle og børn. I første omgang blev flygtningene indkvarteret på skoler og offentlige bygninger, som blev rekvireret til formålet. Den 15. februar 1949 rejste de sidste tyske flygtninge hjem til Tyskland. 1950 udsendte Flygtningeadministrationen en redegørelse om forløbet. I denne beretning kunne man læse, at de direkte udgifter ved at have de tyske flygtninge i Danmark var på 428 millioner kroner.
Efter den sovjetiske hærs offensiv i januar 1945, blev over to millioner soldater og flygtninge bragt i sikkerhed over Østersøen fra de tyske havnebyer, og mange af dem endte i Danmark. Der blev anvendt alle typer af skibe, f.eks. krigsskibe, troppetransportskibe, fragtskibe, fiskekuttere, slæbebåde og tankskibe. Men turen over havet var ikke uden farer. En sovjetisk ubåd sænkede bl.a. det store passagerskib Wilhelm Gustloff, der var fyldt med flygtninge. Der er ingen, der ved præcist, hvor mange flygtninge skibet havde med, men man ved at ca 1.239 blev reddet. Wilhelm Gustloff sank på mindre end 50 minutter..
Indtil befrielsen havde den tyske værnemagt ansvaret for de tyske flygtninge, der blev fordelt på tyske militære installationer, hoteller, skoler, vandrerhjem og hvor der ellers var plads. En stor del blev også indkvarteret privat. Forplejning og lægehjælp var den tyske værnemagts ansvar. Den danske lægeforening afslog at hjælpe med behandlingen af de tyske flygtninge. Dette var også modstandsbevægelsens holdning. Begrundelsen var bl.a., at dansk lægehjælp til de tyske flygtninge ville frigøre tyske læger til værnemagten og derved støtte den tyske krigsførelse.
De egentlige flygtningelejre blev oprettet af de danske myndigheder efter befrielsen. De største lejre var Flygtningelejren i Oksbøl (åbnet feb. 1945) og Flygtningelejren på Kløvermarken (åbnet nov. 1945). Nogle af de største danske flygtningelejre var så store, at de havde flere indbyggere end mange af de danske byer. Enkelte havde 20.000-30.000 indbyggere.
Nogle af lejrene var:
- Flygtningelejren Dragsbæklejren
- Flygtningelejren Gedhus, nu en del af Flyvestation Karup
- Flygtningelejren Grove, nu en del af Flyvestation Karup
- Flygtningelejren Rye Flyveplads
- Flygtningelejren på Kløvermarken
- Flygtningelejren i Oksbøl
- Flygtningelejren i Skallerup Klit
- Melbylejren

Lejrene var omgivet af pigtråd, og det var på det strengeste forbudt for danskere at fraternisere med flygtningene, der på forhånd havde fået at vide, at de ikke ville få varigt ophold i Danmark

## De tyske flygtninge efter befrielsen
Efter Danmarks befrielse den 5. maj 1945, meddelte den allierede overkommando at de 238.000 tyske flygtninge på grund af kaos i Tyskland, foreløbig skulle blive i Danmark.
Forholdene for de tyske flygtninge var kaotiske efter befrielsen, og de danske myndigheder havde først midt i maj måned et overblik over antallet af flygtninge, antallet af indkvarteringssteder, eller hvordan sundhedstilstanden blandt flygtningene så ud. Som nævnt var de tyske flygtninge fordelt over et utal af forskellige steder. Efterhånden samlede de danske myndigheder de tyske flygtninge i baraklejre, dels nye lejre og dels de militære kaserner, flyvebaser etc., som tidligere havde huset tyske soldater. Hele dette arbejde blev overordnet styret af Flygtningeadministrationen, der udførte den daglige administration, logistik etc. gennem Statens Civile Luftværn. Det praktiske arbejde blev gennemført af 8 ingeniørhold fra Beskæftigelsescentralen under Arbejds- og Socialministeriets Flygtningeadministration, der blev oprettet i efteråret 1945 til i samarbejde med Statens Civile Luftværn at varetage situationen omkring de tyske flygtninge.
Med udgangspunkt i lov nr. 21 af 4. februar 1871, § 7 blev der forbudt og under strafansvar at have samkvem og forbindelse med de internerede tyske flygtninge. Desuden blev flygtningene med hjemmel i Fremmedlovens §14 "nægtet varigt ophold i Danmark". Den 24. juli 1945 var ca. 10.000 danskere beskæftiget med at bevogte lejrene.
I oktober 1945 var flygtningene samlet i 465 forlægninger, som i 1946 var bragt ned til ca. 100 forlægninger. Den 15. august 1946 var antallet af de tyske flygtninge blev gjort op til 196.518. Efterhånden som de blev hjemsendt, blev behovet for mange lejre mindre og den 15. oktober 1947 var der kun 10 lejre tilbage i Danmark.
I alle lejrene var der en dansk lejrchef. Men den interne "ledelse" af lejren blev i høj grad varetaget af tyskerne selv. I lejrene blev der valgt en tysk "borgmester", og alle barakker valgte en barakformand. Dette var bl.a. for at vænne tyskerne til en demokratisk tankegang. Alle lejre havde desuden en lejrkontor, der hjalp med hele administrationen omkring lejrene, bl.a. den store eftersøgningstjeneste, hvor flygtningene havde en mulighed for at søge pårørende andre steder i Danmark - og i udlandet. Lejrene var små samfund med børnehaver, skoler, kirker, værksteder, alderdomshjem og - i sagens natur - en kæmpemæssig logistik med forplejning, lægehjælp (tyske læger og sygeplejersker) osv. Efterhånden udbyggedes også aktiviteterne i lejrene. De danske myndigheder var fuldt ud klar over, at "lediggang" er roden til alt ondt", så man opmuntrede til aktiviteter i lejrene. Alle lejre havde deres eget tyske "lejrpoliti" og egen domstol, der tog sig af småforseelser. Større forseelser blev behandlet i det danske retssystem.
I løbet af relativt kort tid blev der oprettet kontrolinstanser fra dansk side, og der blev gennemført inspektioner af lejrene, bl.a. de medicinske forhold, sundhedssituationen, forplejningssituationen etc. Utvivlsomt bidrog disse inspektioner til at bedre forholdene for de flygtende. Forplejningen var indledningsvis ikke den bedste (men dog bedre end i Tyskland), men dette forhold bedredes efterhånden. Der var specielle rationer til småbørn, syge, hårdtarbejdende etc.
Men opholdet i lejrene var jo ufrivilligt, da flygtningene ikke kunne komme tilbage til Tyskland, før de allierede gav tilladelse til det. Mange (formentlig næsten alle) havde mistet deres kære under krigen eller kendte ikke til deres skæbne. De havde forladt deres hjem, og selve flugten havde også været kaotisk. Oveni dette hele uvisheden om, hvornår de kunne komme tilbage til Tyskland - og hvorhen i Tyskland.

## Sygdom
Flygtningene fik i begyndelsen ikke hjælp fra danske læger eller tilgang til danske sygehus. Som nævnt afslog den danske lægeforening at hjælpe under selve besættelsen, selvfølgelig også under påvirkning af den generelle holdning til tyskerne. Senere blev dette dog opblødt meget, og flygtningene kunne også blive behandlet på danske sygehuse, hvis de tyske installationer ikke selv kunne klare det. Som følge af manglende medicinsk hjælp var der indledningsvis en stor dødelighed blandt flygtningene, dette var hovedsageligt kvinder, børn og gamle. Rundt regnet døde syv tusinde børn. Totalt døde over 13 tusinde flygtninge af mangel på elementær lægehjælp, små rationer og kummerlige boforhold. Langt de fleste før og lige efter befrielsen. Flygtningene var under dansk lægekontrol og havde adgang til indlæggelse på de danske sygehuse senere i forløbet.

## Omkomne flygtninge i Danmark 1945-1949
Fra 1945 til 1949 døde der i de danske flygtningelejre 17.209 tyske flygtninge. De fordelte sig oprindeligt på 475 kirkegårde. Efter den tysk – danske krigsgravaftale af 3. oktober 1962 blev de omkomne af Volksbund Deutsche Kriegsgräberfürsorge flyttet til 34 gravlunde for at sikre deres bevarelse.
Gravene passes af Volksbund i samarbejde med de henholdsvis ansvarlige statslige institutioner.
For eksempel er der på Vestre kirkegård i København begravet 5.344 flygtninge, i Ålborg: 1.096 flygtninge, i Århus: 586 flygtninge, i Esbjerg: 1.154 flygtninge, i Frederikshavn: 1.224 flygtninge og i Gedhus: 1.185 flygtninge.

## Hjemsendelsen
De fleste af de tyske flygtningelejre i Danmark blev lukket i 1947 og de sidste flygtninge forlod Danmark den 15. februar 1949.
De tyske flygtninge kunne ikke returnere til Tyskland, før Danmark fik tilladelse fra besættelsesmagterne i Tyskland. Tyskland var et stort kaos lige efter krigen, mange sultede og de store byer var udbombede efter krigen. Derfor mente besættelsesmagterne, at Danmark - der var sluppet relativt billigt fra krigen - godt kunne tage sig af flygtningene indtil forholdene i Tyskland var blevet bedre. Kun ca. 15% kom tilbage til deres hjemsted - mange var flygtet fra den sovjetiske hær og ønskede heller ikke at komme tilbage til områder under russisk og kommunistisk indflydelse. De fleste kom fra egne som nu var annekteret af Rusland og Polen, og de var derfor nødsaget til at bosætte sig i de tilbageværende dele af Tyskland. Hjemrejsen foregik med dansk jernbanematriel og dansk bevogtning. Fra en gennemgangslejr i Kolding, som havde sporforbindelse til Kolding Sydbaner, blev de første flygtninge sendt hjem den 1. nov. 1946 og derefter kørte der regelmæssig tog med ca. 1000 flygtninge sydpå. Hvert tog havde et vagtmandskab på 8 værnepligtige fra Civil Beskyttelsen (CB) foruden DSB mandskabet.

## Den danske behandling af flygtningene
Vurderingen af den danske behandling af de tyske flygtninge afhænger af, hvem man spørger. Der er to vidt forskellige holdninger til dette spørgsmål.
Den ene holdning vandt frem umiddelbart efter at lægen Kirsten Lylloff i 1999 hævdede, at de danske læger og den danske befolkning behandlede flygtningene meget dårligt. Den overordentlig store børnedødelighed i 1945 begrundede Kirsten Lylloff med danskernes og de danske myndigheders holdninger til tyskerne. Utvivlsomt ville børnedødeligheden være mindre, hvis danske læger og hospitaler havde hjulpet tidligere end det blev tilfældet.
Hun er senere blevet kritiseret for en ensidig og fordomsfuld behandling af hele spørgsmålet. Bl.a. er hendes udsagn blevet imødegået i bogen "Om de tyske flygtninge i Danmark" 1945 - 1949" af Svend Bach.
Den anden holdning har baggrund i Flygtningeadministrationens "hvidbog" og doktorafhandlingen af Henrik Havrehed i 1987. Denne holdning forsøger at se spørgsmålet i lyset af samtidens holdninger til Tyskland og tyskerne. Den kritiseres for at "romantisere" flygtningenes forhold, lukke øjnene for de barske kendsgerninger og gøre danskerne bedre end de egentlig var (og er).
Begge holdninger er dog enige i, at behandlingen af flygtningene bedredes efterhånden som myndighederne fik kontrol over situationen og krigen kom lidt på afstand. De står dog relativt skarpt og uforsonligt overfor hinanden. Diskussionen blusser op engang imellem, og enighed opstår nok aldrig - begge parter kan fremdrage udsagn og tal, der støtter deres egen påstand. Så den debat vil formentlig leve ligeså længe som debatten om, hvorvidt samarbejdspolitikken under 2. verdenskrig var "rigtig".